# Porcellio vestitus
Porcellio vestitus là một loài chân đều trong họ Porcellionidae. Loài này được Racovitza miêu tả khoa học năm 1908.